# Janko Alexy
Janko Alexy (25. ledna 1894, Liptovský Mikuláš – 22. září 1970, Bratislava) byl slovenský spisovatel, malíř a publicista.

## Životopis
Pocházel z početné rodiny a vzdělání získal v Liptovském Mikuláši a na gymnáziu v Lučenci. Po ukončení studia pracoval jako praktikant v lékárně v Prievidzi. Od roku 1919 pokračoval ve studiu v Praze na malířské akademii, v roce 1920 absolvoval půlroční studijní pobyt v Paříži. Po ukončení studia pracoval jako profesor malířství na gymnáziu v Bratislavě a od roku 1927 se věnoval jenom umělecké činnosti. Roku 1930 se usadil v Martině na Slovensku, později v Piešťanech a roku 1937 se vrátil do Bratislavy.
V roce 1964 byl jmenován národním umělcem.

## Tvorba

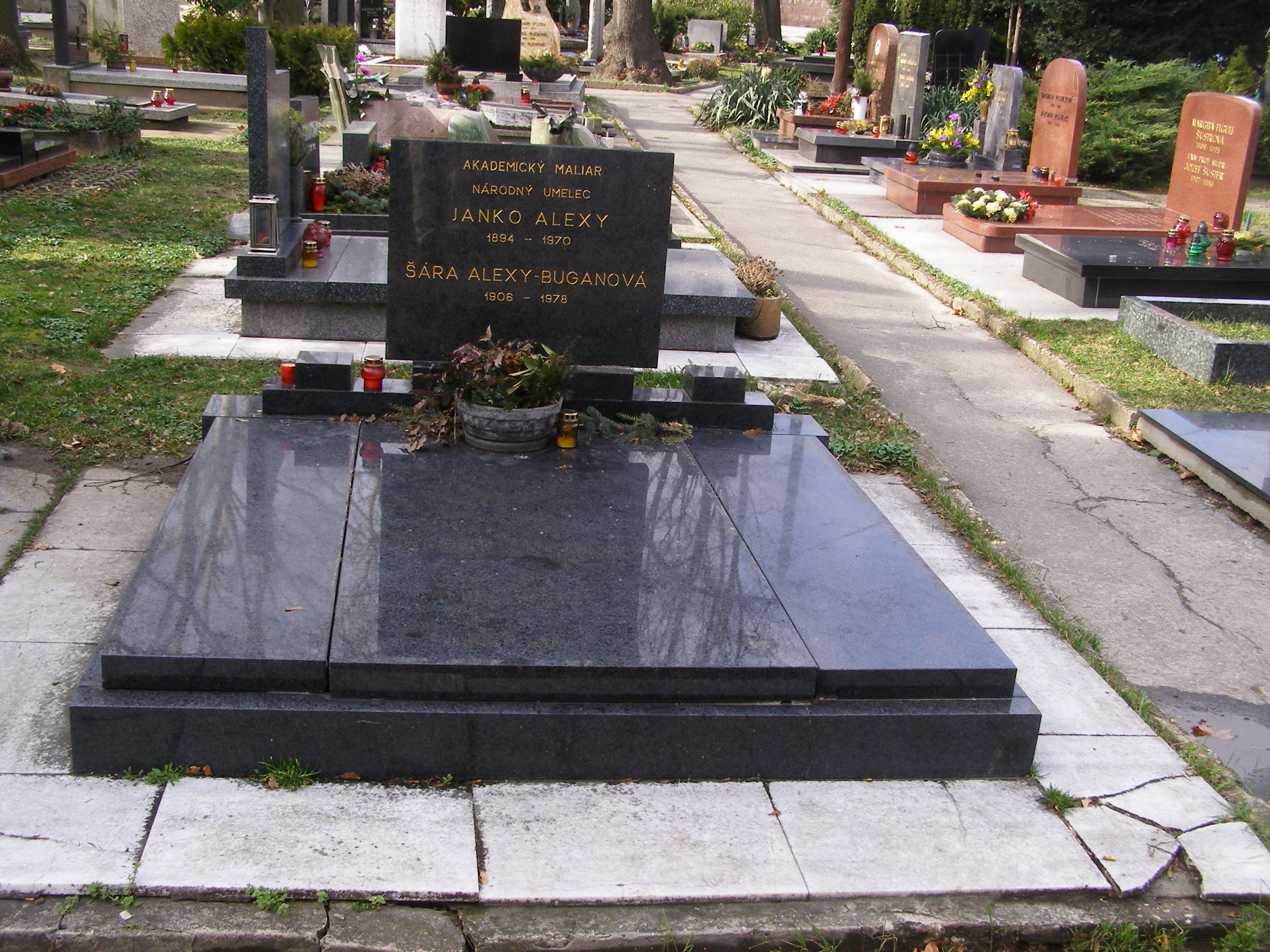
Hrob na bratislavském hřbitově Slavičí údolí (Slávičie údolie)

Jeho rozsáhlé dílo obsahuje okolo 1300 olejů, pastelů, temper a kreseb inspirovaných lidovou tvorbou, legendami a krajinou. V 50. letech vytvářel návrhy pro architekturu a tapiserie. Později se vrátil k inspiracím z lidové tvorby. Výrazně se zasloužil o rekonstrukci Bratislavského hradu. Stal se jedním ze zakladatelů slovenského moderního výtvarného umění a byl organizátorem kulturního života.

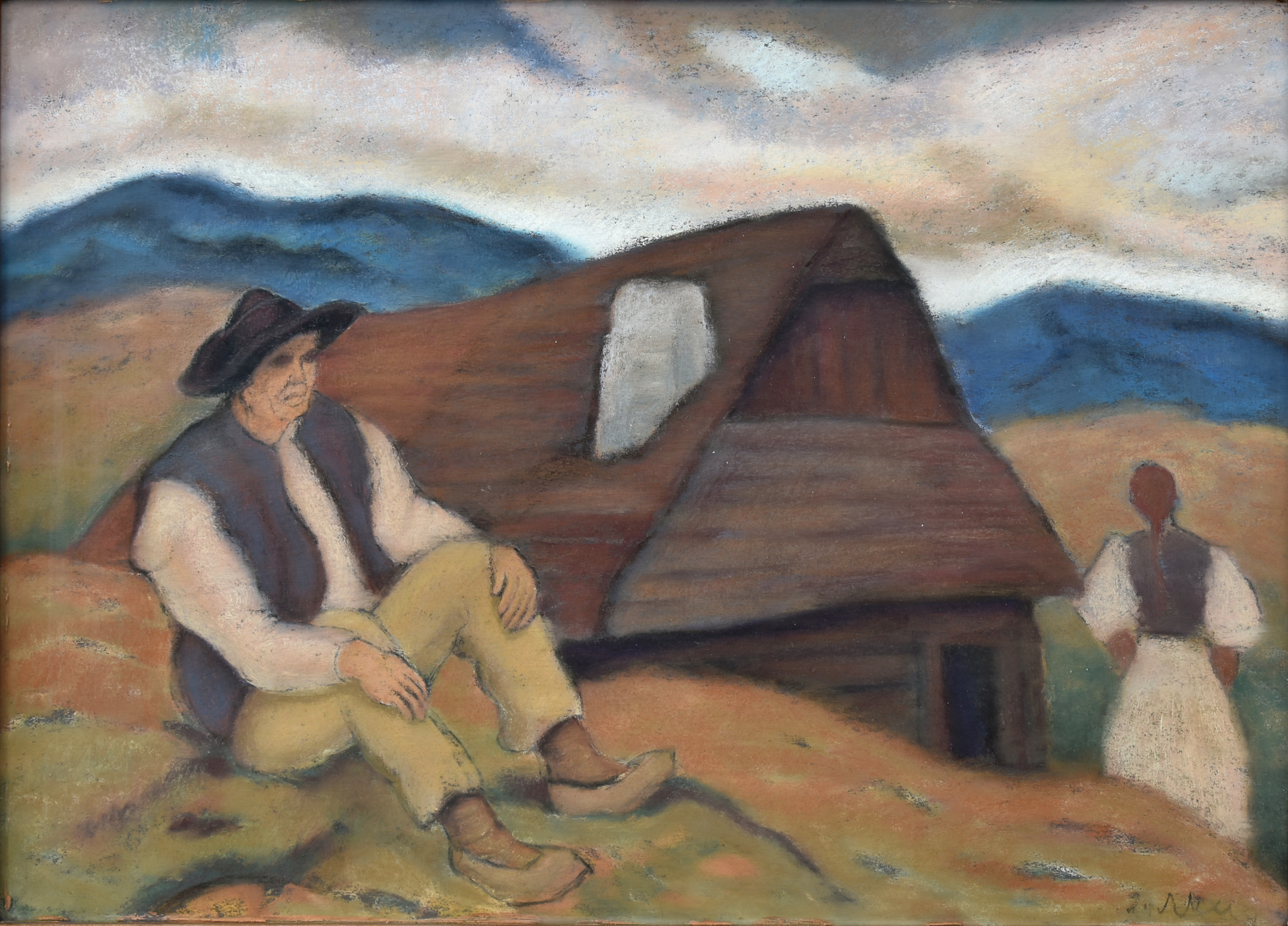
Janko Alexy – Púchovčan

Jeho literární činnost pro něho nebyla prvořadá, naproti tomu byla soustavná a nezanedbatelná – vydal více než 20 knih. Společně s Gejzou Vámošem vydával literárněumělecký časopis Svojeť, který založili v roce 1922.

## Literární dílo
- 1924 – Jarmilka
- 1928 – Grétka
- 1930 – Veľká noc
- 1932 – Na voľnej vôľuške
- 1935 – Hurá
- 1936 – Už je chlap na nohách
- 1940 – Zlaté dno
- 1942 – Dom horí
- 1946 – Zabudnutý svet
- 1948 – Osudy slovenských výtvarníkov
- 1949 – Profesor Klopačka
- 1956 – Život nie je majáles
- 1957 – Ovocie dozrieva
- 1970 – Tam ožila sláva